# تقية بنت أموسان
تقية بنت أبي سعيدا محمد بن جعفر بن أبي نصر بن عبد الواحد بن محمد أموسان (- 607 هـ) راوية للحديث أدركها ابن نقطة وسمع منها، وخرج لها أخوها أبو محمد جعفر فوائـد فـي عشرة أجزاء وحدثت بها. وكانت وفاتها بأصبهان.